# Pallenis
Pallenis is een geslacht uit de composietenfamilie (Asteraceae). 

## Soorten
The Plant List [8 januari 2011] erkent de volgende soorten:
- Pallenis cuspidata Pomel
- Pallenis cyrenaica Alavi
- Pallenis hierochuntica (Michon) Greuter
- Pallenis maritima (L.) Greuter
- Pallenis teknensis (Dobignard & Jacquemoud) Greuter & Jury